# Hermann Lorenz (Gemeinschaft in Christo Jesu)
Emil Hermann Lorenz (* 11. Juni 1864 in Oberlochmühle bei Deutschneudorf; † 17. Juli 1929 in Marterbüschel bei Lengefeld) war Begründer der auf Sachsen begrenzten chiliastischen Bewegung Gemeinschaft in Christo Jesu, nach ihm auch Lorenzianer genannt.

## Leben
Hermann Lorenz, Sohn eines Drechslermeisters, erlernte nach dem Besuch der Volksschule zunächst den Beruf seines Vaters. Er heiratete 1888 die Tochter eines Hammerschmieds, mit der er drei Kinder hatte, und lebte mit seiner Familie in ärmlichen Verhältnissen in Hirschberg bei Olbernhau. 1895 zog er mit seiner Familie nach Forchheim, wo er ein Haus gekauft hatte und eine Mühle pachtete. Nach dem Erwerb einer stillgelegten Ölmühle in Marterbüschel begann er mit der Fabrikation von Tintenlöschern.
1914, wenige Wochen vor Ausbruch des Ersten Weltkriegs, hatte Lorenz nach eigenen Angaben eine Vision, im Zuge derer er einen Tag nach Kriegsbeginn prophezeite, dass der Krieg eine unvermutete Ausdehnung annehmen, zum Verderben für das Deutsche Reich führen würde und der Anfang vom Ende wäre. Daraufhin wuchs die Zahl seiner Anhänger und Lorenz wurde auch von den Söhnen des zweiten Boten Ferdinand Oswald Schneider als dritter Bote anerkannt. Der Ausgang des Krieges wurde von Lorenz und dessen Anhängern als Bestätigung seiner Prophezeiung aufgefasst und die zahlreiche Kritik an den „Lorenzianern“ von Seiten der örtlichen Kirchgemeinden damit abgewiesen.
Lorenz vertiefte nach Kriegsende seine Arbeit am inneren Aufbau der Gemeinschaft und stellte dafür seine beruflichen Tätigkeiten in den Hintergrund.  
Auch durch seine Arbeit für die Gemeinde verschlechterte sich sein Gesundheitszustand kontinuierlich. Nachdem er am Morgen des 17. Juli 1929 eine Gebetsandacht in der Eliasburg gehalten hatte, brach er zusammen und starb wenig später. Er wurde im Garten der Eliasburg begraben.